# 火の国に
『火の国に』（ひのくにに）は、1976年（昭和51年）10月4日から1977年（昭和52年）4月2日まで放送されたNHK連続テレビ小説第18作。NHK大阪放送局制作第3作。

## 物語
大学を中途退学したヒロインが造園師を志し、「緑の園」作りに夢を賭ける。

## 特徴
放映時期に近い年代を舞台とした現代劇で、連続テレビ小説では本作終了後、「まんさくの花」まで現代ドラマは途絶えることになる。放送期間が半年体制になってからNHK大阪放送局制作2作目になる。

## キャスト
桜木香子
演 - 鈴鹿景子
父・壮吉
演 - 堀雄二
母・ふみ
演 - 河東けい
長女・昭子
演 - 桜田千枝子
次男・鉄次郎
演 - 河原崎建三
三男・雄三
演 - 田辺靖雄
四男・史郎
演 - 伊吹剛
青年獣医・吉野正
演 - 山内賢
造園主・吉野公平
演 - 笠智衆
長谷川社長
演 - 天津敏
阿蘇の山奥に住む大富豪
演 - 清川虹子
智子
演 - 木村理恵
実子
演 - 宮田圭子
真理
演 - 志乃原良子
大悟
演 - 古賀寅寛
泥棒
演 - 杼麻司由
新聞配達の少年
演 - 脇崎良治
その他
演 - 高森和子、小林芳弘、大木実、大橋壮多
他

## スタッフ
- 作 - 石堂淑朗[4]
- 音楽 - 田中正史[4]
- 演奏 - 大阪放送管弦楽団
- 制作 - 丸田強[4]
- 美術 - 伊川陽一[4]
- 技術 - 岡本喜代治[4]
- 効果 - 西村康[4]
- 演出 - 佐藤満寿哉[4][3]
- 語り - 渡辺美佐子[4]（ヒロイン・香子が育てている肥後椿の鉢植え・長寿楽役）

## 視聴率
1976 - 77年の平均視聴率は35.0%、最高視聴率は43.9%（関東地区、ビデオリサーチ調べ）。

## 映像の現存状況
本番組は第1回、第31回、第32回、第35回、第37回、第141回、第153回、最終回が現存している。
NHKではマスターテープが失われた過去の放送番組の収集（制作関係者や一般視聴者らへのビデオテープ提供の呼びかけなど）を進めている。
放送ライブラリーでは第1回が公開。